# A magyar kultúra napja
A magyar kultúra napját 1989 óta ünnepeljük meg január 22-én, annak emlékére, hogy – a kézirat tanúsága szerint – Kölcsey Ferenc 1823-ban ezen a napon tisztázta le egy nagyobb kéziratcsomag részeként és jelölte meg dátummal Csekén a Himnusz kéziratát.
Az évfordulóval kapcsolatos megemlékezések alkalmat adnak arra, hogy nagyobb figyelmet szenteljünk évezredes hagyományainknak, gyökereinknek,  nemzeti tudatunk erősítésének, felmutassuk és továbbadjuk a múltunkat idéző tárgyi és szellemi értékeinket. 
A magyar Országgyűlés 2022. december 7-i ülésnapján 191 igen, 1 nem arányban elfogadta az 55/2022. (XII. 8.) OGY határozatot, amelynek értelmében a Himnusz befejezésének 200. évfordulójára emlékezve – január 22-ét hivatalos állami emléknapként a Magyar Kultúra Napjának nyilvánította. A határozat szövege szerint az "Országgyűlés támogatja és szorgalmazza a Magyar Kultúra Napján kulturális rendezvények szervezését, amelyek megjelenítik Magyarország gazdag kulturális életét, a magyar kultúra megtartó erejét, valamint előmozdítják a nemzeti kulturális hagyományok megőrzését", illetve "[...] hangsúlyozza, hogy Kölcsey Ferenc Himnusz című költeménye a nemzeti összetartozás egyik fontos sarokköve, a több mint ezeréves magyar államiság nemzeti jelképe."

## Története
A napról való megemlékezés ötletét Fasang Árpád zongoraművész vetette fel 1985-ben. Szavai szerint „ez a nap annak tudatosítására is alkalmas, hogy az ezeréves örökségből meríthetünk, és van mire büszkének lennünk, hiszen ez a nemzet sokat adott Európa, a világ kultúrájának. Ez az örökség tartást ad, ezzel gazdálkodni lehet, valamint segíthet a mai gondok megoldásában is”. Végül a nap tényleges megünneplésére a Hazafias Népfront Országos Tanácsa 1988. december végi ülésén tett felhívást és 1989 januárjában ők szervezték meg az első évfordulós rendezvénysorozatot és azóta rendre évente ünneplik meg ezt a napot.

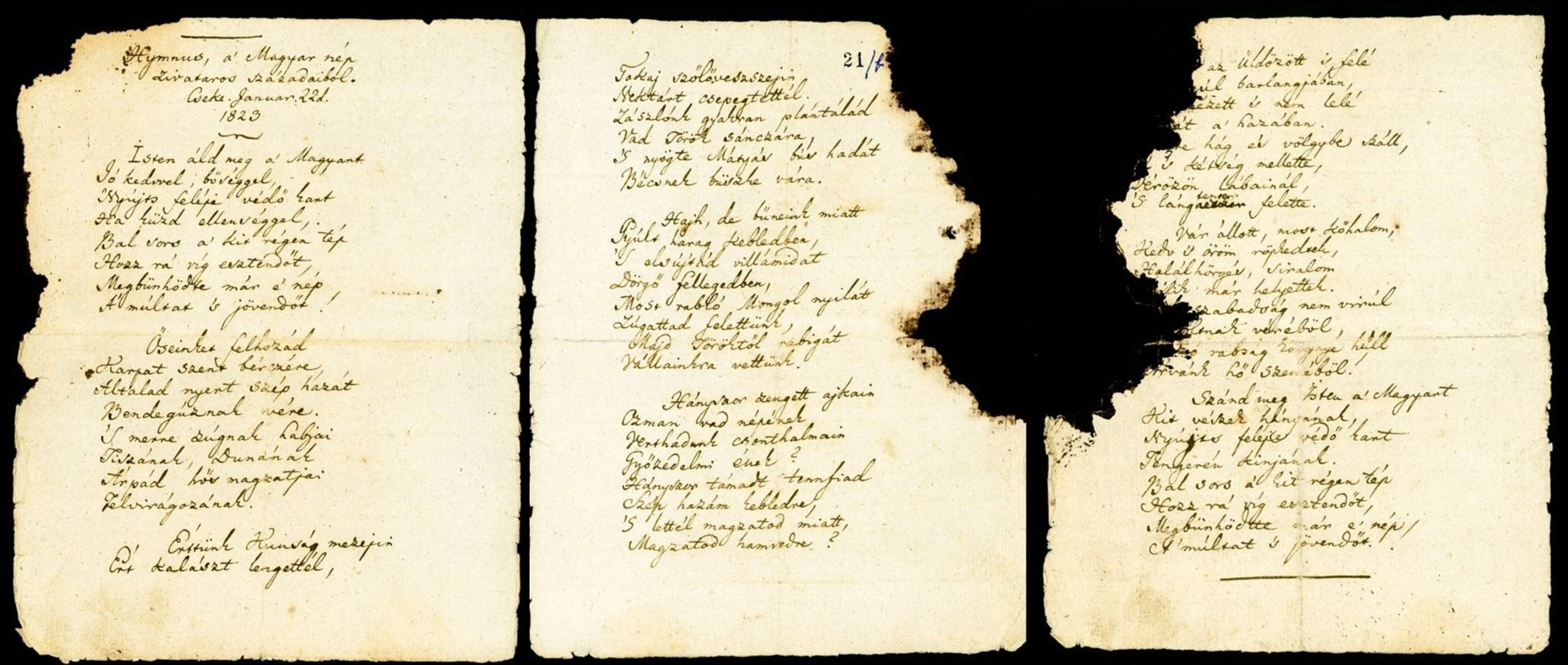
A Himnusz eredeti kézirata

 2022 decembere óta hivatalos állami emléknap.

## Rendezvények
Az emléknapon a magyarság szerte a világban megemlékezik a magyar kulturális értékekről. Kiállításokat és koncerteket szerveznek, könyvbemutatókat, irodalmi esteket és színházi előadásokat tartanak, megrendezik az Együtt szaval a nemzet című programot és a Magyar Drámaíró Verseny döntőjét. E naphoz kapcsolódva adják át a  magyar kultúrával, továbbá – 1993-tól 2012-ig – az oktatással, pedagógiai munkával kapcsolatos szakmai elismeréseket is.

## Kapcsolódó események
- 2008-ban ezen ünnepnapon kezdődött hivatalosan a Reneszánsz Éve.[* 1]
- 2011-ben ezen a napon, amely egybeesik a névadó költő halálának napjával, avatták fel Szombathelyen a Weöres Sándor Színházat.[* 2]
- 2014-ben ezen a napon, amely egybeesik Ybl Miklós halálának évfordulójával, kezdődött a 2014 Ybl Bicentenárium – Magyar Építészet elnevezésű Ybl-emlékév.[* 3]